# Bifuntor
En Teoría de Categorías un bifuntor  o bifunctor es un funtor con un producto cartesiano de dos categorías como dominio y la cual es cerrada bajo la categoría. El término es el análogo categórico de operación binaria en álgebra abstracta.

## Definición
Dada una categoría {\displaystyle Cat} definimos el bifuntor como el morfismo {\displaystyle \square :Cat\times Cat\to Cat}, dado por {\displaystyle (a,b)\mapsto a\square b} o simplemente {\displaystyle ab}, siendo {\displaystyle a,b} objetos y la cual satisface que {\displaystyle a\square b\in Cat}.
Un ejemplo muy conocido es cuando las categorías son espacios vectoriales y el bifuntor está dado por el tensor {\displaystyle \otimes }.